# Анадырь
Ана́дырь (чук. Кагыргын (южные и глубинные чукчи), Въэӈын (северные чукчи)) — город на крайнем северо-востоке России, административный центр Чукотского автономного округа. Является административным центром Анадырского района, в состав которого не входит. Как город окружного значения образует с селом Тавайваам городской округ Анадырь.
Самый восточный город России. Большинство его зданий стоит на сваях из-за многолетней мерзлоты.

## Этимология
Слово «Анадырь» встречается на страницах исторических летописей в разных лексических вариациях: Онандырь — чукотская река, Анадырск — острог времён Семёна Дежнёва и Курбата Иванова, то есть середины XVII века.
Предположительно, топоним Онандырь (Onandyr) восходит к юкагирской основе эну-эн~ану-ан~ану-он, что означает реку. Чукотское название реки Анадырь — Йъаайваам — толкуется как «заячья». Возможно, Йъаʼайваам — чукотское произношение керекского топонима Йъаайвэйэм.
Местное чукотское население называет город Въэӈын «зев, вход», или Кагыргын «вход, отверстие, устье», что отражает его расположение при узкой горловине, открывающей вход в верхнюю часть Анадырского лимана.

## География
Город расположен на берегу Анадырского лимана Анадырского залива Берингова моря, в устье реки Казачки и горле реки Анадырь, месте её расширенного впадения в лиман после залива Онемен, в зоне вечной мерзлоты.
Расстояние от Анадыря до Москвы — 6192 км.
Анадырь находится в часовой зоне МСК+9. Смещение применяемого времени относительно UTC составляет +12:00.
В соответствии с применяемым временем и географической долготой, средний солнечный полдень в Анадыре наступает в 12:10.

### Климат
Климат в городе субарктический, морской, суровый. Средняя температура января составляет −22 °C; средняя температура июля сильно отличается от года к году, но, в среднем, составляет +12 °C. Тёплый период очень короткий. Осадков — 380 мм в год (в основном, в тёплый период). Благодаря близости к морю зима в городе теплее, а лето прохладнее, чем в континентальных районах Чукотки. Зима здесь суровая, из-за постоянных ветров и влажности воздуха морозы усиливаются. Летом часто бывают туманы. Температура поверхности воды в летние месяцы — около +10 °C.
- Среднегодовая температура воздуха: −6,2 °C.
- Среднегодовая влажность воздуха: 82 %.
- Среднегодовая скорость ветра: 6,7 м/c.

| Показатель                                                              | Янв.  | Фев.  | Март  | Апр.  | Май   | Июнь | Июль | Авг. | Сен.  | Окт.  | Нояб. | Дек.  | Год   |
| ----------------------------------------------------------------------- | ----- | ----- | ----- | ----- | ----- | ---- | ---- | ---- | ----- | ----- | ----- | ----- | ----- |
| Абсолютный максимум, °C                                                 | 5,8   | 2,7   | 3,0   | 7,1   | 19,3  | 26,5 | 30,0 | 26,6 | 19,8  | 15,6  | 4,6   | 4,3   | 30,0  |
| Средний суточный максимум, °C                                           | −18,5 | −17,4 | −14,6 | −8,2  | 2,0   | 11,6 | 16,1 | 14,1 | 8,3   | −1,1  | −8,3  | −15,8 | −2,7  |
| Средняя температура, °C                                                 | −22,1 | −21,1 | −18,4 | −12   | −1,2  | 7,2  | 12,1 | 10,5 | 5,3   | −3,6  | −11,5 | −19,2 | −6,2  |
| Средний суточный минимум, °C                                            | −25,7 | −24,7 | −21,8 | −15,6 | −3,9  | 4,0  | 9,0  | 7,7  | 2,7   | −5,9  | −14,6 | −22,6 | −9,3  |
| Абсолютный минимум, °C                                                  | −46,8 | −44,7 | −42,1 | −39,6 | −28,2 | −7,6 | −1,2 | −4,3 | −11,8 | −28,2 | −38,8 | −45,2 | −46,8 |
| Норма осадков, мм                                                       | 40    | 44    | 38    | 23    | 13    | 16   | 36   | 45   | 32    | 29    | 36    | 33    | 385   |
| Источник: Погода и Климат. pogoda.ru.net. Дата обращения: 12 июня 2023. |       |       |       |       |       |      |      |      |       |       |       |       |       |

| Показатель              | Янв. | Фев. | Март | Апр. | Май  | Июнь | Июль | Авг. | Сен. | Окт. | Нояб. | Дек. | Год  |
| ----------------------- | ---- | ---- | ---- | ---- | ---- | ---- | ---- | ---- | ---- | ---- | ----- | ---- | ---- |
| Абсолютный максимум, °C | −0,7 | −0,7 | 2,2  | −0,2 | 0,4  | 15,9 | 18,8 | 16,9 | 13,8 | 7,2  | 1     | −0,7 | 18,8 |
| Средняя температура, °C | −1,2 | −1,1 | −1,1 | −1   | −0,7 | 4,1  | 12,8 | 12   | 7,5  | 0,8  | −1    | −1,2 | 2,5  |
| Абсолютный минимум, °C  | −1,6 | −1,5 | −1,5 | −1,4 | −1,3 | −1   | 0,4  | 6,5  | 1,2  | −1,8 | −1,7  | −1,8 | −1,8 |

| Солнечное сияние, часов за месяц | Солнечное сияние, часов за месяц | Солнечное сияние, часов за месяц | Солнечное сияние, часов за месяц | Солнечное сияние, часов за месяц | Солнечное сияние, часов за месяц | Солнечное сияние, часов за месяц | Солнечное сияние, часов за месяц | Солнечное сияние, часов за месяц | Солнечное сияние, часов за месяц | Солнечное сияние, часов за месяц | Солнечное сияние, часов за месяц | Солнечное сияние, часов за месяц | Солнечное сияние, часов за месяц |
| Месяц                            | Янв                              | Фев                              | Мар                              | Апр                              | Май                              | Июн                              | Июл                              | Авг                              | Сен                              | Окт                              | Ноя                              | Дек                              | Год                              |
| Солнечное сияние, ч              | 28                               | 102                              | 198                              | 249                              | 245                              | 279                              | 257                              | 186                              | 138                              | 105                              | 48                               | 12                               | 1848                             |
| -------------------------------- | -------------------------------- | -------------------------------- | -------------------------------- | -------------------------------- | -------------------------------- | -------------------------------- | -------------------------------- | -------------------------------- | -------------------------------- | -------------------------------- | -------------------------------- | -------------------------------- | -------------------------------- |

## История
3 августа 1889 года, выполняя указ правительства Российской империи об образовании на самой северо-восточной территории государства Анадырской округи, русский военный врач и полярный исследователь Лев Францевич Гриневецкий заложил в устье реки Казачки пост Ново-Мариинск. С него начал развиваться город Анадырь.
Строительство города происходило медленно, в основном расширялись казённые и частные торговые склады. К 1914 году здесь была построена длинноволновая радиостанция, одна из мощнейших в то время в России.
После Октябрьской революции советская власть в Ново-Мариинске окончательно утвердилась только к 1924 году, тогда же постановлением Камчатского губернского революционного комитета было утверждено современное название поселения: Анадырь.
В 1927 году Анадырь стал административным центром Анадырского района, спустя три года — центром вновь созданного Чукотского национального округа.
В 1934 году село Ново-Мариинск, оно же Анадырь преобразовано в рабочий посёлок Анадырь.
Больши́м толчком к развитию посёлка послужило строительство на берегу лимана в конце 1950-х годов крупного морского порта. В 1963 году была построена плотина на реке Казачке, что позволило провести в Анадырь водопровод.
12 января 1965 года согласно указу Президиума Верховного Совета РСФСР рабочий посёлок Анадырь получил статус города.
В 1984 году был выполнен первый беспосадочный регулярный рейс самолёта Ил-62 по маршруту Москва — Анадырь.
В 1992 году город получил статус окружного подчинения и выведен из состава Анадырского района.
Законом от 29 ноября 2004 года город Анадырь с селом Тавайваам в рамках организации местного самоуправления образовал городской округ Анадырь.

## Население
| 1888    | 1926    | 1939    | 1956    | 1959    | 1970    | 1971    | 1972    | 1973    | 1974    | 1979    | 1989    |
| ------- | ------- | ------- | ------- | ------- | ------- | ------- | ------- | ------- | ------- | ------- | ------- |
| 18      | ↗224    | ↗3344   | ↗5000   | ↗5859   | ↗7703   | ↗8000   | →8000   | ↗9000   | ↗9700   | ↗12 241 | ↗17 094 |
| 1992    | 1996    | 2000    | 2001    | 2002    | 2003    | 2004    | 2005    | 2006    | 2007    | 2008    | 2009    |
| ↘16 500 | ↘13 200 | ↘11 900 | ↘11 280 | ↘11 038 | ↗11 096 | ↗11 777 | ↘10 920 | ↗11 073 | ↗11 817 | ↘11 800 | ↗11 827 |
| 2010    | 2011    | 2012    | 2013    | 2014    | 2015    | 2016    | 2017    | 2018    | 2019    | 2020    | 2021    |
| ↗13 045 | ↗13 529 | →13 529 | ↗13 747 | ↗14 029 | ↗14 326 | ↗14 899 | ↗15 468 | ↗15 604 | ↗15 849 | ↘15 819 | ↘13 202 |
| 2023    | 2024    | 2025    |         |         |         |         |         |         |         |         |         |
| ↘12 998 | ↗13 043 | ↗13 224 |         |         |         |         |         |         |         |         |         |

На 1 января 2025 года по численности населения город находился на 827-м месте из 1124 городов Российской Федерации.

## Местное самоуправление
Город Анадырь с селом Тавайваам в рамках организации местного самоуправления образует городской округ.

## Экономика
- Рыбоперерабатывающий завод.
- Действуют предприятия энергетики: Анадырская ТЭЦ и Анадырская газомоторная ТЭЦ. Вблизи города, на мысе Обсервации расположена одна из крупнейших в России ветряных электростанций: Анадырская ВЭС.
- В окрестностях ведётся добыча золота, угля. Развито оленеводство, рыболовство, охота.

## Транспортная инфраструктура

### Морской порт
Морской порт Анадыря — самый крупный в регионе; он имеет сообщение с Петропавловском-Камчатским, Владивостоком, Магаданом и другими портами. Его производственные мощности позволяют перерабатывать до одного миллиона тонн различных грузов. Навигационный период продолжается четыре месяца (с 1 июля по 1 ноября). Из Анадыря в село Лаврентия ходит пассажирский теплоход «Капитан Сотников».

### Авиация
Аэропорт Анадыря находится по другую сторону лимана, в посёлке городского типа Угольные Копи. Для связи города с аэропортом круглогодично осуществляются вертолётные рейсы; в зимнее время действует ледовая переправа, летом курсируют катера, маломерные суда. Аэропорт имеет международный статус, регулярные полёты осуществляются в Москву и Хабаровск, а также во все населённые пункты Чукотки.

### Автодороги
Ввиду суровых природно-климатических условий дороги в городе имеют бетонное покрытие. На городских улицах установлено около 90 дорожных знаков, наносится разметка.
Между Анадырем и аэропортом действует федеральная автодорога А384 длиной 23 км, частью которой является зимник по льду лимана.
Транспорт общего пользования
В 2012 году начато строительство федеральной дороги Колыма (Р-504) — Омсукчан — Омолон — Анадырь, которая обеспечит круглогодичную транспортную связь Анадыря с дорожной сетью Дальнего Востока России.
В городе имеется 3 автобусных маршрута, проезд в муниципальном транспорте бесплатный:
- «Школьник» Детский дом — Школа № 2, не ходит в период каникул, а также в воскресные и праздничные дни[54]. Отправляется по расписанию, в направлении школы в 7:40 и 8:00, в направлении детского дома в 12:20, 13:20 и 14:10;
- «Городское кольцо» ТЭЦ — Чукотская окружная больница с интервалом в 25—125 минут; не ходит в воскресные и праздничные дни;
- «Тавайваам» ТЭЦ — с. Тавайваам, интервал 30—165 минут. Перерыв с 9:30 до 12:15.

Эти маршруты обслуживаются автобусами Волжанин-5270 (на ноябрь 2015 года 5 единиц).
Непродолжительное время в 2012 году существовал единственный за всю историю города коммерческий маршрут, который обслуживал микроавтобус Hyundai County (1 единица):
- Магазин «Касатка» — Чукотская окружная больница.

## Культура, наука, образование, спорт
В городе действуют средняя общеобразовательная школа № 1, Чукотский институт развития образования и повышения квалификации, чукотский филиал Северо-Восточного федерального университета. Чукотская окружная библиотека.
В городе функционируют лаборатория комплексного изучения Чукотки «Центр Чукотка» Северо-Восточного комплексного НИИ ДВО РАН.
В 2002 году путём слияния Чукотского окружного краеведческого музея, коллекции которого начали формироваться в 1931 году, и Государственного Центра охраны и реставрации памятников истории и культуры Чукотского автономного округа был образован музейный центр «Наследие Чукотки». Экспозиция центра включает в себя разделы о природе, древних и традиционных культурах народов Чукотки, их искусстве, художественную галерею. Музейный центр имеет два филиала: музей Берингийского наследия в посёлке Провидения и музей в селе Маркове.
28 апреля 2013 года на сопке Михаила состоялось открытие системы горнолыжного подъёма. Строительство комплекса продолжалось 7 лет.
С 2017 года в городе проводится международный арктический кинофестиваль «Золотой ворон», ставший своеобразной визитной карточкой Чукотки.

## Награды
- В 2007 году Анадырь удостоен общественной награды Орден Мира[58].

## Средства массовой информации
Телеканалы
Впервые телевидение в городе появилось в 1972 году посредством пуска наземной станции сверхдальних космических передач спутниковой системы «Орбита».
Печать
В городе издаётся региональная еженедельная газета «Крайний Север» (до 1993 года «Советская Чукотка»), учредителем издания является правительство Чукотского автономного округа.

## Связь
До 2003 года в окрестностях Анадыря действовала узловая тропосферная станция «Юкон», входящая в систему линии связи «Север».
В городе работают сотовые операторы «МТС», «Билайн» и «Мегафон». Услуги интернета и кабельного телевидения предоставляют местная компания «Арктик Регион Связь», а также «Чукотка Связь Информ» (часть «Ростелекома»), которая предоставляет услуги доступа в интернет (технология ADSL), IPTV и телефонии.
Город является звеном в строящейся трансарктической коммуникационной сети ПВОЛС «Полярный экспресс».

## Религия
В городе действует Свято-Троицкий кафедральный Собор, крупнейший в мире деревянный православный храм, построенный на вечной мерзлоте. Храм вмещает около 1000 человек. Также есть приписной Храм Преображения Господня.

## Палеоботаническое наследие
В 2011 году во время палеонтологической экспедиции в Анадыре был обнаружен полностью сохранившийся окаменевший лес верхнепалеоценового времени. Ранее считалось, что леса не росли на этой территории.
В следующем году возле горы Тэмлян учёными была найдена ископаемая флора, датированная поздним мелом — палеоценом. Эта флора была выделена в тэмлянскую ископаемую флору и насчитывает свыше 21 вида высших растений, среди которых в ископаемом состоянии преобладают хвойные (Glyptostrobus, Metasequoia, Mesocyparis) и цветковые (Corylus, Platanus). Впервые найдены в ископаемом состоянии веточки Mesocyparis с прикреплёнными на них побегами. Собранные коллекции хранятся в фондовых собраниях музейного центра «Наследие Чукотки» г. Анадыря.

## Галерея
- Улица Рультытегина в Анадыре
- Ржавые буксиры в порту Анадыря
- Преображенский храм Анадырской и Чукотской епархии РПЦ

## Памятники
- Мемориальный комплекс «Первый ревком Чукотки», открытый в 1957 году около морского порта в память о первых чукотских большевиках.
- Памятник Ленину из розового гранита, установленный на центральной площади Анадыря в 1967 году, впоследствии, в 2002 году перенесённый ко дворцу детского творчества, на его месте установлен памятник писателю Рытхэу. Включён в свод памятников истории и культуры РФ, как произведение монументально-скульптурного искусства. Скульптор Михаил Ракитин, архитектор Николай Швейде, консультант народный художник СССР, лауреат Ленинской премии Евгений Вучетич[64].
- Мемориал «Чукотка — фронту», открытый к 60-летию Победы в Великой Отечественной войне и представляет собой шестиметровую стелу из красного гранита с бронзовым барельефом. На фронтальной стороне памятника высечены имена уроженцев Чукотки, погибших в боях.
- Бронзовый Поклонный православный крест, был воздвигнут в 2003 году на самой высокой точке Анадыря Верблюжьей сопке.
- Памятник Святому Николаю Чудотворцу, десятиметровый бронзовый монумент, установленный на постаменте, облицованном чёрным лабрадоритом, возведён в 2004 году. Является самым большим в мире памятником этому святителю.
- Памятник писателю Юрию Рытхэу, установлен в 2011 году на месте памятника Ленину, скульптор Александр Рукавишников[65].
- Памятник основателю Анадыря Леониду Гриневецкому в новом сквере, носящем его имя, установлен в 2014 году. Автор скульптуры Сергей Михайлович Исаков, заслуженный художник России, создавший ранее для города памятник Святому Николаю Чудотворцу[66].

## Города-побратимы
| Страна | Город-побратим | Год установления связи |
| ------ | -------------- | ---------------------- |
| США    | Бетел          | 1989                   |